# Майясура
Ма́йя (санскр. मय), или Майясу́ра (санскр. मयासुर) в индуизме — повелитель асуров, дайтьев и ракшасов, главный зодчий низших миров. Описывается в «Махабхарате», «Рамаяне» и Пуранах, где он выступает как героическая личность и как отцовская фигура для различных героев из рода ракшасов, асуров и дайтьев. Майясура был отцом Мандодари, прекрасной жены демонического правителя Раваны. Также описывается, что Майясура был создателем и правителем трёх летающих городов, известных как Трипура. Это были процветающие города, которые обладали властью над всем миром, но из-за нечестивой природы их обитателей, они были сожжены Шивой. Майясура, однако, будучи преданным Шивы, избежал смерти.
В «Рамаяне» описывается, как Майясура построил себе столицу, назвав её Майяраштра. Согласно верованиям индуистов, этот город располагался на месте теперешнего Мератха. В «Махабхарате» описывается, как, по поручению Кришны, Майясура соорудил дворец в Индрапрастхе для старшего брата Арджуны — царя Юдхиштхиры. Главной особенностью дворца были его зеркальные полы, которые можно было легко спутать с бассейном. Во дворце также были бассейны, которые практически невозможно было отличить от зеркальных полов. В один из таких бассейнов упал Дурьодхана, за что подвергся насмешкам со стороны Драупади.
Также Майясура считается творцом летающих колесниц виман.